# Wit Studio
Wit Studio, Inc. (jap. 株式会社ウィットスタジオ Kabushiki-gaisha Witto Sutajio) – japońskie studio animacji założone 1 czerwca 2012 przez producentów Production I.G jako spółka zależna IG Port. Siedziba studia znajduje się w Musashino, w aglomeracji Tokio. Prezesem firmy jest George Wada, a dyrektorem Tetsuya Nakatake. Studio zyskało sławę dzięki wyprodukowaniu trzech pierwszych sezonów Ataku Tytanów, a także dzięki innym seriom anime, takim jak Oblubienica czarnoksiężnika, Saga winlandzka, Ōsama Ranking i Spy × Family.

## Założenie
Studio zostało założone przez George'a Wadę, byłego pracownika Production I.G, w 2012 roku. Po założeniu firmy dyrektorem reprezentacyjnym został mianowany Tetsuya Nakatake. Następnie do Wady dołączyło kilku innych byłych pracowników Production I.G, w tym reżyserzy animacji Kyōji Asano i Satoshi Kadowaki oraz reżyser Tetsurō Araki, którzy pracowali razem przy Ataku Tytanów.
Wit Studio zostało sfinansowane z początkowej inwestycji w wysokości 30 000 000 jenów z kapitału IG Port, Wady i Nakatake, którzy według doniesień posiadają odpowiednio 66,6%, 21,6% i 10,0% udziałów w studiu.

## Produkcje

### Seriale telewizyjne
| Rok       | Tytuł                             | Reżyser(zy)                      | Liczba odcinków | Uwagi                                                                          | Przypisy |
| --------- | --------------------------------- | -------------------------------- | --------------- | ------------------------------------------------------------------------------ | -------- |
| 2013–2019 | Atak Tytanów                      | Tetsurō Araki Masashi Koizuka    | 87              | Na podstawie mangi autorstwa Hajime Isayamy.                                   | [ 1 ]    |
| 2014–2015 | Hōzuki no reitetsu                | Hiro Kaburaki                    | 13              | Na podstawie mangi autorstwa Natsumi Eguchi.                                   | [ 4 ]    |
| 2015      | The Rolling Girls                 | Kotomi Deai                      | 12              | Własna twórczość.                                                              | [ 5 ]    |
| 2015      | Seraph of the End                 | Daisuke Tokudo                   | 24              | Na podstawie mangi autorstwa Takayi Kagamiego.                                 | [ 6 ]    |
| 2016      | Kōtetsujō no kabaneri             | Tetsurō Araki                    | 12              | Własna twórczość.                                                              | [ 7 ]    |
| 2017–2018 | Oblubienica czarnoksiężnika       | Norihiro Naganuma                | 24              | Na podstawie mangi autorstwa Kore Yamazaki.                                    | [ 8 ]    |
| 2018      | Po deszczu                        | Ayumu Watanabe                   | 12              | Na podstawie mangi autorstwa Jun Mayuzuki.                                     | [ 9 ]    |
| 2019–2020 | Kedama no Gonjirō                 | Kenshirō Morii                   | 52              | We współpracy z OLM i Signal.MD.                                               | [ 10 ]   |
| 2019      | Vinland Saga                      | Shuhei Yabuta                    | 24              | Na podstawie mangi autorstwa Makoto Yukimury.                                  | [ 11 ]   |
| 2020–2021 | GaruGaku: Sei Girls Square gakuin | Hiroaki Akagi Norihito Takahashi | 50              | We współpracy z OLM.                                                           | [ 12 ]   |
| 2020      | Great Pretender                   | Hiro Kaburagi                    | 23              | Własna twórczość.                                                              | [ 13 ]   |
| 2021      | Vivy: Fluorite Eye’s Song         | Shinpei Ezaki                    | 13              | Własna twórczość. Scenariusz autorstwa Tappeia Nagatsukiego i Eijiego Umehary. | [ 14 ]   |
| 2021–2022 | Ōsama Ranking                     | Yōsuke Hatta Makoto Fuchigami    | 23              | Na podstawie mangi autorstwa Sōsuke Tōki.                                      | [ 15 ]   |
| 2022      | Spy × Family                      | Kazuhiro Furuhashi               | 25              | Na podstawie mangi autorstwa Tatsuyi Endo. We współpracy z CloverWorks.        | [ 16 ]   |
| 2022      | Onipan!                           | Masahiko Ōta                     | 12              | Własna twórczość.                                                              | [ 17 ]   |
| 2023      | Ōsama Ranking: Yūki no takarabako | Yōsuke Hatta Makoto Fuchigami    | 10              | Seria odcinków specjalinych.                                                   | [ 18 ]   |
| 2023      | Kizuna no Allele                  | Kenichiro Komaya                 | 24              | We współpracy z Signal.MD.                                                     | [ 19 ]   |
| 2024      | Shikanoko Nokonoko Koshitantan    | Masahiko Ōta                     | 12              | Na podstawie mangi autorstwa Oshioshio.                                        | [ 20 ]   |
| 2024      | Legion samobójców: Isekai         | Eri Osada                        | 10              | Na podstawie postaci z DC Comics.                                              | [ 21 ]   |
| –         | Honzuki no gekokujō sezon 4       | –                                | nieznana        | Na podstawie light novel autorstwa Miyi Kazuki.                                | [ 22 ]   |

### Filmy
| Rok  | Tytuł                                                 | Reżyser(zy)                   | Uwagi                                                         | Przypisy |
| ---- | ----------------------------------------------------- | ----------------------------- | ------------------------------------------------------------- | -------- |
| 2013 | Hal                                                   | Ryōtarō Makihara              | Własna twórczość.                                             | [ 23 ]   |
| 2014 | Shingeki no Kyojin: Guren no yumiya                   | Tetsurō Araki                 | Filmy podsumowujące pierwszy sezon serialu anime.             | [ 24 ]   |
| 2015 | Shingeki no Kyojin: Jiyū no tsubasa                   | Tetsurō Araki                 | Filmy podsumowujące pierwszy sezon serialu anime.             | [ 25 ]   |
| 2015 | Shisha no teikoku                                     | Ryōtarō Makihara              | Część projektu Itoh.                                          | [ 26 ]   |
| 2016 | Kōtetsujō no kabaneri: Tsudō hikari                   | Tetsurō Araki                 | Filmy podsumowujące Kōtetsujō no kabaneri.                    | [ 27 ]   |
| 2017 | Kōtetsujō no kabaneri: Moeru inochi                   | Tetsurō Araki                 | Filmy podsumowujące Kōtetsujō no kabaneri.                    | [ 27 ]   |
| 2017 | Donten ni warau gaiden: Ketsubetsu, yamainu no chikai | Tetsuya Wakano                | Na podstawie mangi autorstwa Kemuri Karakary.                 | [ 28 ]   |
| 2018 | Donten ni warau gaiden: Shukumei, sōtō no Fūma        | Tetsuya Wakano                | Na podstawie mangi autorstwa Kemuri Karakary.                 | [ 29 ]   |
| 2018 | Donten ni warau gaiden: Ōka, tenbō no kakehashi       | Tetsuya Wakano                | Na podstawie mangi autorstwa Kemuri Karakary.                 | [ 30 ]   |
| 2018 | Shingeki no Kyojin: Kakusei no hōkō                   | Tetsurō Araki Masashi Koizuka | Film podsumowujący drugi sezon serialu anime.                 | [ 31 ]   |
| 2018 | Pokémon: Siła jest w nas                              | Tetsuo Yajima                 | Kontynuacja filmu Pokémon: Wybieram cię! We współpracy z OLM. | [ 32 ]   |
| 2019 | Kabaneri of the Iron Fortress: The Battle of Unato    | Tetsurō Araki                 | Sequel Kōtetsujō no kabaneri.                                 | [ 33 ]   |
| 2020 | Shingeki no Kyojin: Chronicle                         | Tetsurō Araki Masashi Koizuka | Film podsumowujący pierwsze trzy sezony anime.                | [ 34 ]   |
| 2022 | Bubble                                                | Tetsurō Araki                 | Własna twórczość.                                             | [ 35 ]   |
| 2023 | Spy × Family Code: White                              | Takashi Katagiri              | We współpracy z CloverWorks.                                  | [ 36 ]   |

### OVA/ONA
| Rok       | Tytuł                                | Reżyser(zy)                                                                                            | Format | Liczba odcinków | Uwagi                                                                                | Przypisy      |
| --------- | ------------------------------------ | --- | ------ | --------------- | ------------------------------------------------------------------------------------ | ------------- |
| 2013–2014 | Shingeki no Kyojin OVA               | Tetsurō Araki                                                                                          | OVA    | 3               | Pierwsza OVA, Ilse no techō, została dołączona do specjalnego wydania 12 tomu mangi. | [ 37 ]        |
| 2014–2015 | Atak Tytanów: Bez żalu               | Tetsurō Araki                                                                                          | OVA    | 2               | Na podstawie mangi autorstwa Guna Snarka.                                            | [ 38 ]        |
| 2015      | Hōzuki no reitetsu OVA               | Hiro Kaburaki                                                                                          | OVA    | 3               | Na podstawie mangi autorstwa Natsumi Eguchi.                                         | [ 39 ]        |
| 2016      | Star Fox Zero: The Battle Begins     | Kyoji Asano                                                                                            | ONA    | 1               | Film krótkometrażowy na podstawie gry wideo Star Fox Zero.                           | [ 40 ]        |
| 2016      | Owari no Seraph: Kyūketsuki Shahar   | Hironori Aoyagi                                                                                        | OVA    | 1               | Na podstawie mangi autorstwa Takayi Kagamiego.                                       | [ 41 ]        |
| 2016–2017 | Mahōtsukai no yome: Hoshi matsu hito | Norihiro Naganuma                                                                                      | OVA    | 3               | Na podstawie mangi autorstwa Kore Yamazaki.                                          | [ 42 ]        |
| 2017–2018 | Shingeki no Kyojin: Lost Girls       | Masashi Koizuka                                                                                        | OVA    | 3               | Na podstawie powieści autorstwa Hiroshi Seko.                                        | [ 43 ]        |
| 2019–2022 | Dziewczynka w Krainie Przeklętych    | Yūtarō Kubo Satomi Maiya                                                                               | OVA    | 2               | Na podstawie mangi autorstwa Nagabe.                                                 | [ 44 ] [ 45 ] |
| 2021–2022 | The Missing 8                        | Naoki Yoshibe                                                                                          | ONA    | 8               | Na podstawie teledysków zespołu Fuzi.                                                | [ 46 ]        |
| 2022      | Wampir w ogrodzie                    | Ryōtarō Makihara                                                                                       | ONA    | 5               | Oryginalny serial anime wyprodukowany dla Netflix.                                   | [ 47 ]        |
| 2022      | Pokémon: Hisuian Snow                | Ken Yamamoto                                                                                           | ONA    | 3               | Na podstawie gry wideo Pokémon Legends: Arceus.                                      | [ 48 ]        |
| 2023      | Colors                               | Tetsurō Araki                                                                                          | ONA    | 1               | Część projektu Tōhō Animation Music Films.                                           | [ 49 ]        |
| 2023      | Pokémon: Paldean Winds               | Ryohei Takeshita                                                                                       | ONA    | 4               | Na podstawie franczyzy Pokémon.                                                      | [ 50 ]        |
| 2024      | Great Pretender: Razbliuto           | Hiro Kaburagi                                                                                          | ONA    | 1               | Sequel Great Pretender.                                                              | [ 51 ]        |
| 2024      | Baśnie braci Grimm: Wariacje         | Yōko Kanemori Yasuhiro Akamatsu Jun’ichirō Hashiguchi Yumi Kamamura Masato Takeuchi Shintarou Nakazawa | ONA    | 6               | Na podstawie baśni braci Grimm.                                                      | [ 52 ]        |
| 2024      | Moonrise                             | Masashi Koizuka                                                                                        | ONA    | nieznana        | Oryginalny serial anime wyprodukowany dla Netflix.                                   | [ 53 ]        |

### Gry wideo
| Rok  | Tytuł                                         | Wydawca          | Format         | Uwagi                            | Przypisy |
| ---- | --------------------------------------------- | ---------------- | -------------- | -------------------------------- | -------- |
| 2017 | Tales of the Rays                             | Bandai Namco     | Gra mobilna    | Animacja otwierająca/przerywniki | [ 54 ]   |
| 2018 | Kōtetsujō no Kabaneri -Ran- Hajimaru Michiato | DMM Games        | Gra mobilna    | Animacja otwierająca             |          |
| 2018 | BlazBlue: Cross Tag Battle                    | Arc System Works | Gra na konsolę | Animacja otwierająca             |          |
| 2018 | Princess Connect! Re:Dive                     | Cygames          | Gra mobilna    | Animacja otwierająca/przerywniki | [ 55 ]   |

### Teledyski
| Rok  | Tytuł                     | Wykonawca                | Reżyser(zy)   | Przypisy |
| ---- | ------------------------- | ------------------------ | ------------- | -------- |
| 2019 | „We're Still Underground” | Eve                      | Nobutaka Yoda | [ 56 ]   |
| 2019 | „This World to You”       | Eve                      | Nobutaka Yoda | [ 57 ]   |
| 2020 | „Blue: Line Step Brush”   | Under Graph              | Kengo Saitō   | [ 58 ]   |
| 2020 | „Sakugasaku”              | Uchikubi Gokumon Dōkōkai | Kyōji Asano   | [ 59 ]   |